# Éliot Grondin
Pour les articles homonymes, voir Grondin.
Éliot Grondin, né le 19 avril 2001 à Saint-Romuald au Québec, est un snowboardeur canadien spécialisé dans les épreuves de snowboardcross.
Il a remporté la première Coupe du monde de snowboard cross 2023-2024, en France.

## Palmarès

### Jeux olympiques
- Pyeongchang 2018 : 36e en snowboardcross.
- Pékin 2022 :  Médaille d'argent en snowboardcross.
- Pékin 2022 :  Médaille de bronze en snowboardcross par équipe.

### Championnats du monde
- Idre 2021 :  Médaille de bronze en snowboardcross.
- Engadine 2025 :  Médaille d'or en snowboardcross.

### Coupe du monde
- 2 gros globe de cristal :
  - Vainqueur du classement snowboardcross en  2024 et 2025.
- 25 podiums dont 13 victoires.

#### Détails des victoires
| Épreuve / Édition | Snowboard Cross                                                                |
| ----------------- | ------------------------------------------------------------------------------ |
| 2020-2021         | Bakuriani                                                                      |
| 2021-2022         | Veysonnaz                                                                      |
| 2022-2023         | Mont Sainte-Anne                                                               |
| 2023-2024         | Les Deux Alpes Saint-Moritz Goudaouri x2 Cortina d'Ampezzo Mont Sainte-Anne x2 |
| 2024-2025         | Beidahu x2 Mont Sainte-Anne                                                    |